# Ветори-Капорале (Лука)
Ветори-Капорале је насеље у Италији у округу Лука, региону Тоскана.
Према процени из 2011. у насељу је живело 88 становника. Насеље се налази на надморској висини од 56 м.